# Taste My Xxxremixxxxxxx!!!!!!!! Beat Life!
Albums de Anna Tsuchiya
Strip Me?
(2006)
Remix par Anna Tsuchiya
NUDY xxxremixxxxxxx!!!!!!!! SHOW!
(2009)
Taste My Xxxremixxxxxxx!!!!!!!! Beat Life! est le 1er album remix d'Anna Tsuchiya, sorti sous le label MAD PRAY RECORDS le 23 mars 2006 au Japon. Il atteint la 124e place du classement de l'Oricon, et reste classé pendant 4 semaines, pour un total de 5 223 exemplaires vendus.

## Liste des titres
| 1.  | Ah Ah (Shinichi Osawa Remix)                         | 5:21 |
| 2.  | Taste My Skin (Saboten Hard Core Remix)              | 6:29 |
| 3.  | In my hands (Norino Remix)                           | 6:01 |
| 4.  | Frozen Rose (Otona Mix)                              | 5:20 |
| 5.  | My Lullaby (Double K Remix)                          | 4:48 |
| 6.  | Somebody Help Me (Captain Funk '80 CBGB Bootleg Mix) | 4:06 |
| 7.  | Change Your Life (Yukihiro Fukutomi remix)           | 5:46 |
| 8.  | Only Want You (BDB RMXX)                             | 4:42 |
| 9.  | Every Moment (Filtering Inferno Mix)                 | 5:35 |
| 10. | Somebody Help Me (Tatsuya Oe '89 Remember Acid Mix)  | 4:47 |

| 1. | Ah Ah (Shinichi Osawa remix radio edit version) |  |